# Blue Foundation
Blue Foundation er en musikgruppe der består af
Bo Rande og Tobias Wilner. Blue Foundation har opnået international anerkendelse med deres drømmende og filmiske lyd. De er specielt kendt for deres sange Eyes on Fire fra Twilight Saga og Sweep fra Michael Manns Miami Vice.
Blue Foundation's lyd beskrives som elektronisk drømme-pop med skiftende kvindelige eller mandlige sangsolister. Tobias Wilner har været en af de primære forsanger siden 2007, ved siden af skiftende kvindelige sangere som Sara Savery, Sitrekin, Cokiyu, Sonya Kitchell og Erika Spring.
Blue Foundation har udgivet seks studiealbum, senest albummet Blood Moon fra september 2016 og Silent Dream fra 2019.

## Historie

### Tidlig historie (2000-2009)
Blue Foundation blev grundlagt i 2000 i København og voksede ud af det musikalske samarbejde mellem Tobias Wilner aka. Bichi, hans bror Anders Mannov Bertram og Kirstine Stubbe Teglbjærg. Tobias Wilner, bandets primære drivkraft og kaptajn, kom op med navnet Blue Foundation i 1999. 
Den tidlige lyd blev delvist formet omkring Tobias Wilners lydunivers, kompositioner og produktioner samt Kirstine Stubbe Teglbjærgs sfæriske vokal og sangskrivning. Fra starten har Blue Foundation inkluderet medlemmer fra forskellige lande, herunder Danmark, Japan, England, Italien, Brasilien og USA. MC Jabber aka. Scott Martingell satte sit præg på Blue Foundations første tre album med sin kryptiske og fragmenterede poesi. Tobias Wilner beskriver konstruktionen og filosofien bag Blue Foundation i et interview med Gaffa fra 21.11.2023:
| Citat | Fra starten var konstruktionen og filosofien bag Blue Foundation, at det var bygget op omkring de mennesker, jeg valgte at lave musik med og fandt inspiration i, og de retningslinjer, mine musikalske visioner gav. I dag er det mere et samarbejde mellem mig og Bo Rande og vores fælles visioner. Jeg sang før, jeg startede Blue Foundation, men valgte at fokusere på at producere og skrive sange til at begynde med. Det var ”learn by doing”. Jeg valgte i en periode at se mig selv som en filminstruktør og brugte de forskellige musikere som skuespillere i en film. Jeg havde en periode, hvor jeg følte, jeg ikke havde noget at sige som forsanger. Jeg var virkelig vild med The Fall og hvordan Mark E. Smith regelmæssigt skiftede gruppemedlemmer ud for at holde det interessant. | Citat |
|       | |       |

I 2002 forlod Anders Mannov Bertram Blue Foundation. Fra 2002 til 2007 udgjorde kernen i gruppen Tobias Wilner, Kirstine Stubbe Teglbjærg, Bo Rande, MC Jabber, Tatsuki Oshima og Sune Martin, med Tobias Wilner som leder. Bo Rande fungerede som co-producer, en rolle han har haft siden.
I perioden 2007-2009 stoppede 4 af de 6 oprindelige medlemmer samarbejdet: Sune Martin, Tatsuki, MC Jabber og Kirstine Stubbe Teglbjærg, og fra 2009 videreførte Bo Rande og Tobias Wilner Blue Foundation, med skiftende medlemmer.
Al senere vokalarbejde er primært blevet udført af Tobias Wilner, Sara Savery og Sonya Kitchell, med gæsteoptrædener af blandt andre Jonas Bjerre, Mark Kozelek og Erika Spring.
I 2000 udgav Blue Foundation deres første to singler, ‘Hollywood’ og ‘Hide’ på det engelske pladeselskab Moshi Moshi Records. Sangene blev skrevet af Tobias Wilner, Anders Bertram og Kirstine Stubbe Teglbjærg og blev produceret, optaget og mixet af Tobias Wilner, med Anders Bertram som co-producer.
I 2001 udgav Blue Foundation deres debutalbum, Blue Foundation, på April Records. Albummet blev produceret af Tobias Wilner og indeholdt 13 sange.
Bandet turnerede blandt andet Europa og Japan samme år. 
Blue Foundation lavede et remix af Fauna Flashs sang Mother Nature, udgivet på Compost Records i 2002. Tobias Wilner er krediteret under aliasset Tobi og Abstract Movement.  Samme år lavede Blue Foundation også et remix af Princess Superstar og Beth Ortons sang Untouchable, Pt. 2, udgivet på K7. Remixet blev produceret og mixet af Tobias Wilner.
i 2004 udgiver Blue Foundation albummet Sweep of Days på Virgin Records. Albummet består af 13 sange. Albummet er produceret af Tobias Wilner og co-produceret af Bo Rande. Albummet inkluderer sangen Sweep som medvirkede i Michael Manns Miami Vice i 2006.

Sweep of Days er blevet kaldt et hovedværk inden for dansk elektronisk musik i en artikel skrevet af Niels Pedersen i Jyllands Posten 02.02.2004. 
Blue Foundation modtog en Danish Music Award for Sweep of Days, og Tobias Wilner og Bo Rande modtog en Steppeulv for produktionen af albummet i 2005.
 Albummet opnåede guldsalg.
I 2005 grundlagde Tobias Wilner pladeselskabet Dead People’s Choice, og Blue Foundation udgav EP'en ‘Dead People’s Choice'. Songs, alternative versions and mixes på dette label. EP'en indeholder blandt andet den Robert-nominerede titelsang ‘This is Goodbye’ til Per Flys film Drabet, skrevet af Tobias Wilner og Kirstine Stubbe Teglbjærg. This is Goodbye blev først udgivet som en instrumental version på Tobias Wilners solo projekt Bichi i 2005 med titlen Revolve in The Sun fra albummet Notwithstanding. Notwithstanding blev udgivet af Thomas Knak på hans pladeselskab Hobby Industries. EP'en blev produceret, indspillet og mixet af Tobias Wilner.
Blue Foundation medvirkede på Who Shot Jacques Laverne volume 1 og 2 med sangene Old Days og Bassement, udgivet af det engelske pladeselskab Jack To Phono. Tobias Wilner og Bo Rande var de eneste medvirkende på sangene, der blev produceret, indspillet og mikset af Tobias Wilner med Bo Rande som co-producer.
I 2007 udgiver Blue Foundation deres tredje studiealbum Life of a Ghost. Albummet blev indspillet i København, med Tobias Wilner som producer og tekniker og Bo Rande som co-producer. Albummet udkommer i 2007 på EMI Records i Danmark og på Astralwerk i USA i 2009.
Life of a Ghost indeholder gruppens største hit Eyes On Fire, skrevet af Tobias Wilner og Kirstine Stubbe Teglbjærg. Sangen blev featured på det amerikanske Grammy-nominerede soundtrack til film-sagaen Twilight, baseret på Stephanie Meyers bestseller-romanserie.
 
Eyes On Fire har været genstand for sampling af kunstnere som Young Thug, French Montana og Curren$y og er blevet remixet af Zeds Dead, Skeler og Michael Bibi.
VICE/Noisey putter Zeds Deads remix af Eyes on Fire på deres top 100 liste over mest betydningsfulde EDM remixes nogensinde. 
Albummet inkluderer også sangen Watch You Sleeping, som Blue Foundation genindspillede i 2008 i en alternativ version som duet med Mark Koszelek.
 Sangen blev genudgivet i 2016 på albummet Blood Moon med Mark Kozelek som leadvokalist.

### Nyere tid (2009-)
In My Mind I Am Free (2012), In My Mind I Am Free Reconstructed (2013), Blood Moon (2016) og Silent Dream (2019).
I 2012 udgiver Blue Foundation albummet In My Mind I Am Free. Albummet indeholder gæsteoptrædener med kunstnere som Jonas Bjerre (Mew), Findlay Brown og den Cokiyu. Sara Savery er den gennemgående kvindelige vokalist på albummet ved siden af Tobias Wilner. Hun har siden medvirket på flere studiealbums samt et remixalbum.
In My Mind I Am Free blev positivt modtaget af både kritikere og publikum

In My Mind I Am Free blev produceret og mixet af Tobias Wilner, mens Bo Rande fungerede som co-producer.
I 2011 udkom soundtracket til filmen Tankograd af Boris Benjamin Bertram med singlen It Begins, hvor Sara Savery står for vokalen. Soundtracket blev produceret af Tobias Wilner og udgør en samling af sange fra dokumentarfilmen Tankograd. It Begins' blev senere brugt af Hong Kong Ballet som musik til en forestilling i 2022.
I 2013 udgav Blue Foundation In My Mind I Am Free Reconstructed, en samling af remix-versioner af sange fra det foregående album. Kunstnere som Opiate, Sun Glitters, Neon Cloud, Jonas Bjerre, Manual, Minilogue, Rumpistol, Ghost Bike, Secai og dBerrie bidrog til denne rekonstruktion. Albummet inkluderede også Blue Foundations remixes af Ghost Society og Apparatjik.

Fra 2012 til 2020 blev Federico Ughi fast trommeslager for bandet, og den amerikanske Grammy-vinder Sonya Kitchell blev fast sanger og guitarist for Blue Foundation. Findlay Brown spillede guitar og sang backing vocals under bandets Europa-turné i 2015-2016.
I 2016 udgiver Blue Foundationderes femte studiealbum, Blood Moon.
Albummet er Blue Foundations mest kritikerroste plade til dato. De danske musikmagasine Gaffa og Soundvenue tildeler pladen 5 stjerner, og Soundvenue kalder pladen et ‘Ultraambitiøst dansk postpop-udspil’.

På Blood Moon kan man høre Tobias Wilners vokal i samklang med kunstnere som Mark Kozelek (Sun Kill Moon), Erika Spring (Au Revoir Simone), Jonas Bjerre (Mew), Sonya Kitchell, Sara Savery (aka Drop the Gun) og Findlay Brown. Blue Foundation turnerer størstedelen af verden med albummet Blood Moon.
I 2019 udgiver Blue Foundation Silent Dream (Instrumentals and Beats). Albummet har gæsteoptrædener fra Sun Glitters, Federico Ughi og Sara Savery aka. Drop The Gun. Silent Dream blev produceret af Tobias Wilner og Bo Rande, mikset og optaget af Tobias Wilner og mastereret af Mark Bihler i Calyx i Berlin. Blue Foundation spillede verdenspremiere på Silent Dream på festivalen Radar i Aarhus. Gaffa kaldte verdenspremieren en kunstoplevelse. 
I 2022 optræder den danske sangerinde Helena Gao for første gang med Blue Foundation.
Blue Foundation arbejder på nyt materiale, og de har planlagt udgivelsen af et kommende studiealbum og en tur i 2024. 

## Sideprojekter
Begge medlemmer er aktive med andre musikprojekter ved siden af Blue Foundation.
Tobias Wilner er medlem af det eksperimenterende band New York United med Daniel Carter, Federico Ughi og Djibril Toure. Det elektroniske drømme-pop projekt Tachys, med Jonas Bjerre fra Mew. Han har udgivet solomusik under sit navn Tobias Wilner og aliasset Bichi. Udgivet musik med shoegaze-bandet Ghost Society.
Bo Rande er aktiv med musikprojekter som Mames Babegenush, CTM, The William Blakes og medlem af bandet Choir Of Young Believers
Begge medlemmer komponerer musik til film, tv og teater.

## Diskografi

### Studiealbummer
- Blue Foundation (April Records 2001)
- Sweep of Days (Virgin 2004)
- Solid Origami collected, reworked and remixed (Pop Group 2006)
- Life of a Ghost (EMI/Astralwerks 2007)
- In My Mind I Am Free (Dead People's Choice 2012)
- In My Mind I Am Free / Reconstructed (Dead People's Choice 2013)
- Blood Moon (Dead People's Choice 2016)
- Silent Dream (KØN 2019)
- Close To The Knife (KØN 2025)

### EP
- Dead People's Choice (Dead People's Choice 2007)
- Live In Zhangbei (Dead People's Choice 2015)
- It Begins (Dead People's Choice 2016)
- Live From Brooklyn (Dead People's Choice 2016)
- Eyes On Fire (Re-Work, Remix & Instrumentals) (Dead People's Choice 2016)
- Brother & Sister (Dead People's Choice 2018)

### Singler
- Hollywood & Hide 7" (Moshi Moshi Records 2000)
- Hollywood & Wiseguy 12" (April Records 2000)
- As I Moved On 12" (Virgin 2003)
- End of the Day (Virgin 2004)
- This is Goodbye (Virgin 2005)
- Embers 7" (Jack To Phono Records 2005)
- Crosshair (Virgin 2006)
- Enemy (EMI 2007)
- Eyes on Fire (EMI 2009)
- Watch you Sleeping feat. Mark Kozelek / Dream (3:11PM) (DPC Records 2009)
- Heads on Fire (DPC Records 2011)
- Red Hook (DPC Records 2011)
- Lost (DPC Records 2012)
- Eyes On Fire Re-Recorded (DPC Records 2015)
- Så Længe Jeg Lever (DPC Records 2016)
- Dreams On Fire (DPC Records 2016)
- Lost Girl feat. Jonas Bjerre (DPC Records 2016)
- Watch You Sleeping feat. Mark Kozelek (DPC Records 2016)
- Stay For Christmas (DPC Records 2018)
- Where The End Begins (KØN 2019)
- Shadow (KØN 2019)
- Shadow Sheild Remix (KØN 2019)

### Remix
- Klart der! Jorden Kalder Blue Foundation & Mixologists Remix (2000)
- Mew Symmetry Blue Foundation (2000)
- Fauna Flash Mother Nature Blue Foundation Remix (Compost 2001)
- Jonas Bjerre Window Pane Blue Foundation Remix (PLUK 2011)
- Ghost Society Under The Sun Blue Foundation Remix (DPC 2013)
- Apparatjik Datascroller Blue Foundation Remix (DPC 2013)
- Easy Easy Katana Blue Foundation Remix (Future Archive Recordins 2020)

### Opsamlinger
- Confusion (Compost Records 2003)
- Benetton's Colors: A Nordic Compilation (Irma Records 2003)
- Warp Factor (King Kladze Records/Time Warp 2003)
- Who Shot Jacques Laverne? (Jack To Phono Records 2004)
- We Got Monkeys: Five Years Of Moshi Moshi Records (Moshi Moshi Records 2005)
- Paris mixed by Nick Warren (Global Underground 2007)
- Sequential vol 2. mixed by Hernan Cattaneo (Renainnance 2007)
- Director's Cut: Music from the Films of Michael Mann (Rhino 2007)
- Sirenes (Spectacle Entertainment 2008)
- Michael Moshi's Moshi Mixtape (Moshi Moshi Records 2010)
- Compost Downbeat Selection, Vol. 1 (Compost 2010)
- Sound of Dubstep 3 (Ministry of Sound 2011)
- Together We Are Not Alone (THISTIME 2011)

### Udvalgte Soundtracks
- Drabet (Zentropa/EMI) August 26, 2005
- Miami Vice (Atlantic Recording) July 18, 2006
- Twilight (Chop Shop Records/Atlantic Recording) November 04, 2008
- Normal (Bontonfilm) March 26, 2009
- Tankograd (DPC Records) May 16, 2011

### Udvalgte TV-Shows
- The O.C. – Season 2, Episode 7: The Family Ties, feat. Save This Town by Blue Foundation (Warner Bros. Television/Fox Network) January 6, 2005
- CSI: Miami – feat. End of the Day by Blue Foundation (CBS) 2008
- Anna Pihl – feat. Crosshair by Blue Foundation (Cosmo Film/Danish National TV) 2008
- So You Think You Can Dance – 1 episode, Top 14 Perform feat. Eyes On Fire by Blue Foundation (19 Television/20th Century Fox Television) Jul 1, 2009

### Musik for Moderne Dans
- Overloadlady by Sara Gebran. Musical scores by Tobias Wilner (pre-Blue Foundation). Premiered August 1999[29]
- Hurtdetail by Tim Feldmann. Musical scores by Tobias Wilner (Blue Foundation). Premiered at Plovdiv Center of Contemporary Art in Bulgaria, on May 13th 2000.[30]
- Hendrix House by Tim Feldmann. Musical scores by Tobias Wilner (Blue Foundation) and David Linton. Premiered at Pakhus 11 April 22nd 2003
- eXPLORnography by Tim Feldmann. Musical scores by Tobias Wilner (Blue Foundation). May 2005

## Medlemmer

### Nuværende
- Tobias Wilner – vokal, bas guitar, guitar, programmering, synthesizer, percussion, produktion, teknik
- Bo Rande – trompet, keyboards, synthesizer, percussion, vokal

### Live- og studiemusikere
- Federico Ughi - trommer
- Sonya Kitchell - vokal
- Sara Savery - vokal
- Helena Gao - vokal

### Tidligere
- Daisuke Kiyasu – visual artist (2003-2006)
- Anders Bertram – guitar, elektronik, sampling, produktion (2000-2002)
- Tatsuki Oshima – vinyl manipulation (2003-2007)
- Scott Martingell – spoken words, rap (2003-2008)
- Kirstine Stubbe Teglbjærg – vokal (2000-2009)
- Frederik Hantho – spoken words, rap (2000-2002)
- Hans Landgreen – guitar, bas (2009-2010)
- Mathias Hantho – violin, banjo (2009-2010)
- Christoffer Ohlsson – cello (2003-2006)
- Sune Martin – bas (2003-2007)
- Anders Wallin – bas (2007-2008)
- Nikolaj Bundvig – trommer (2006-2007)
- Emil Bernild Ferslev – trommer (2000-2001)
- Lasse Herbst – trommer (2007-2008)

## Sideprojekter
- Ghost Society
- Bichi
- The William Blakes
- Choir Of Young Believers
- Mames Babegenush
- Tachys
- New York United

## Priser
| År   | Nomineret værk                                               | Pris                                                       | Resultat  |
| ---- | ------------------------------------------------------------ | ---------------------------------------------------------- | --------- |
| 2005 | Sweep of Days                                                | Danish Music Awards: Best Urban Album of the year          | Vundet    |
| 2005 | Blue Foundation                                              | Danish Music Awards: Best Act of the year                  | Nomineret |
| 2005 | Blue Foundation                                              | Steppeulven (The critics prize): Band of the year          | Nomineret |
| 2005 | Blue Foundation                                              | Steppeulven (The critics prize): Best live act of the year | Nomineret |
| 2005 | Blue Foundation                                              | Steppeulven (The critics prize): Best producer of the year | Vundet    |
| 2006 | Blue Foundation's "This is Goodbye" (From the film Drabet)   | Robert: Song of the year                                   | Nomineret |
| 2009 | Twilight (soundtrack) (feat. Blue Foundation "Eyes On Fire") | American Music Awards of 2009: Favorite Soundtrack         | Vundet    |
| 2010 | Twilight (soundtrack) (feat. Blue Foundation "Eyes On Fire") | Grammy: Best Soundtrack                                    | Nomineret |
| 2017 | Blue Foundation'                                             | Gaffa Prisen: Årets danske elektroniske udgivelse          | Nomineret |